# Fryda Frankowska
Fryda Frankowska (wł. Fryderyka Frankowska z domu Biederman) (ur. 7 listopada 1872 w Łodzi, zm. 27 października 1957 w Aix-en-Provence) – polska malarka i graficzka tworząca we Francji.

## Biografia
Była córką łódzkiego fabrykanta – Roberta Biedermanna i jego żóny Adelmy Emmy z domu Braun. Studiowała malarstwo w Paryżu, w 1904 wyjechała do Warszawy i kontynuowała naukę w Szkole Sztuk Pięknych, gdzie poznała Henryka Haydena. Po ukończeniu nauki pozostała w Warszawie, ale często podróżowała. Po wybuchu I wojny światowej powróciła do Paryża, gdzie rozpoczęła studia w Académie de la Palette i tam poznała Konstantego Brandla. Utrzymywała żywe kontakty ze środowiskiem paryskich artystów. Należała do grona artystów uczestniczących w Salonach Jesiennych, gdzie w latach 1919, 1920 i 1922 wystawiała tworzone przez siebie batiki. Brała również w wystawach polskich artystów, która miały miejsce w Paryżu m.in. wystawa Stowarzyszenia France-Pologne „Quelques Artistes Polonais” w 1920, wystawa w Galerie Montaigne w 1921 oraz w wystawie sztuki młodopolskiej w Musee Crillon w 1922. Po 1930 wycofała się z aktywności w środowisku artystycznym i zamieszkała u córki Tamary (żony Jana Wacława Zawadowskiego) w Orcel w pobliżu Aix-en-Provence. Podczas II wojny światowej ukrywała u siebie Konstantego Brandla.